# Klasse der Top-Band Stemlesses
Mit dem Namen Klasse der Top-Band Stemlesses (englisch Class of the Top-Band Stemlesses, abgekürzt auch Top-Band Stemlesses) wird eine Klasse attisch-schwarzfiguriger Schalen bezeichnet. Sie werden letzte Viertel des 6. Jahrhunderts v. Chr. datiert. Von der Form her handelt es sich dabei um kleine Schalen auf niedrigem Fuß, ohne den üblichen hohen Stielfuß. Die Standplatten sind torusförmig.
Namengebend ist das schwarze Band am oberen Rand, das Dekorationsschema der Schalen entspricht den Bandschalen, meist mit Augen in der Henkelzone, wie bei den Augenschalen. Im Innenbild (Tondo) werden mehrfach Gorgonen gezeigt. John D. Beazley behandelte sie wie die Segment-Klasse in seinem Kapitel zu fußlosen Schalen, nahm aber aufgrund der bescheidenen Qualität keine Malerzuschreibung vor.

## Weblink
- Schale Toledo 1927.97 (ohne Augen)